# FC Chayka Peschanokopskoye
Football Club Chayka Peschanokopskoye (em russo:  «Чайка» (Песчанокопское)) é um clube de futebol da cidade de Peschanokopskoye, na Rússia. Atualmente disputa a Russian Football National League.